# Исидора Минић
Исидора Минић (Београд, 5. јуна 1973) српска је филмска, телевизијска, позоришна и гласовна глумица. Ћерка је глумице Неде Спасојевић и сликара Банета Минића.

## Биографија
Исидора Минић је рођена у Београду 5. јуна 1973. године, од оца Бранимира Минића и мајке Неде Спасојевић.
Исидора је завршила основну и средњу школу у Београду. Глуму је дипломирала на Факултету драмских уметности у Београду, у класи професора Предрага Бајчетића. На истој класи били су и Милица Михајловић, Ненад Јездић, Каја Жутић, Александар Срећковић, Иван Зарић, Растко Лупуловић, Растко Јанковић, Ана Софреновић, Бојана Маљевић, Срна Ланго. Стални је члан Позоришта Атеље 212 од 1998. године.

## Награде и признања
- Годишња награда позоришта Бошко Буха за улогу Јулије у представи "Ромео и Јулија"
- Стеријина награда за улогу Надежде у представи "Породичне приче" на Стеријином позорју 1998. године
- Стеријина награда за улогу Електре у представи "Електра" на Стеријином позорју 2000. године
- Стеријина награда за улогу Надежде у представи "Скакавци" на Стеријином позорју 2006. године
- Награда Зоран Радмиловић за улогу Надежде у представи "Скакавци", 2006. године
- Награда Златни прстен за најбољу младу глумицу за улогу Надежде у представи "Породичне приче" на позоришним свечаностима "Љубиша Јовановић" 1998. године,
- Награда за најбољу женску улогу за улогу Јулије у представи "Ромео и Јулија", на позоришном фестивалу у Младеновцу,
- Награда "Авдо Мујчиновић" за најбољу младу глумицу - улога Селимене у представи "Мизантроп", на Југословенском позоришном фестивалу Ужице
- Награда "Ардалион" за епизодну улогу-улога Надежде у представи "Породичне приче", на Југословенском позоришном фестивалу Ужице
- Награда Статуета Слобода за најбољу женску улогу у филму Пљачка Трећег рајха, на Филмском фестивалу у Сопоту
- Годишња награда Југословенског драмског позоришта за улогу Надежде у представи "Скакавци", 2006. године.
- Награда Новосадског листа "Дневник" за улогу Надежде у представи "Скакавци", 2006. године.

## Филмографија
| Год.       | Назив                                  | Улога                          |
| ---------- | -------------------------------------- | ------------------------------ |
| 1990-е     |                                        |                                |
| 1996.      | Школа за жене (ТВ)                     |                                |
| 1997.      | Наша Енглескиња                        | млада Емили                    |
| 1998.      | Лајање на звезде                       | Милена Кохеза                  |
| 1999.      | Точкови                                | Ирена                          |
| 2000-е     |                                        |                                |
| 2001.      | Метла без дршке                        | Јелена                         |
| 2002.      | Родослов једног Валцера                |                                |
| 2002−2003. | Казнени простор                        | Ана Ђорђевић                   |
| 2003.      | Живот је марш                          |                                |
| 2003.      | Казнени простор 2                      | Ана Ђорђевић                   |
| 2004.      | Смешне и друге приче                   |                                |
| 2004.      | Пљачка Трећег рајха                    | Калаузова жена Деса            |
| 2004.      | Црни Груја 2                           | Добрила                        |
| 2005.      | Балканска браћа                        | Снајка                         |
| 2005.      | Потера за срећ(к)ом                    | Весна                          |
| 2005.      | Леле, бато                             | Медицинска сестра Рада         |
| 2005.      | Идеалне везе (серија)                  | Тања                           |
| 2007.      | Смртоносна мотористика                 | Грација Марела                 |
| 2007.      | Христос воскресе                       | Софија                         |
| 2007.      | Позориште у кући                       | Дара                           |
| 2007.      | Премијер (ТВ серија)                   | Милина, секретарица премијера  |
| 2008.      | Наша мала клиника                      | Јадранка                       |
| 2010-е     |                                        |                                |
| 2010−2011  | Село гори, а баба се чешља (ТВ серија) | сестра Рада                    |
| 2011.      | Деда Ковач                             | Вера                           |
| 2013.      | Отворена врата (серија)                | Матичарка/шефица/начелница     |
| 2016−2017. | Сумњива лица (серија)                  | Боса                           |
| 2017.      | Пси лају, ветар носи                   | Горче                          |
| 2018.      | Немањићи - рађање краљевине            | Војислава, супруга Бана Кулина |
| 2019.      | Жмурке                                 | мајка Перса                    |
| 2019−2020. | Преживети Београд                      | Стамена                        |
| 2020-е     |                                        |                                |
| 2021.      | Певачица (ТВ серија)                   | Душанка                        |
| 2022.      | Метаморфозе                            |                                |
| 2023.      | Хероји Халијарда                       |                                |

## Синхронизацијске улоге
| Година | Цртани филм                      | Улога    |
| ------ | -------------------------------- | -------- |
| 2012   | Звончица и тајна крила           | Хитра    |
| 2014   | Звончица и вила гусарка          | Хитра    |
| 2015   | Звончица и чудовиште из Недођије | Хитра    |
| 2016   | Зоотрополис - град животиња      | Бони Хоп |

## Позоришне улоге
Народно позориште у Београду:
- "Избирачица"
- "Сан летње ноћи "(Хелена)
- "Говорна мана" (Славица),

Југословенско драмско позориште:
- "Мизантроп" (СЕЛИМЕН),
- "Долазе скакавци" (Надежда),

Атеље 212:
- "Школа за жене" (Ањес),
- "Кнегиња од Фоли Бержер" (Курва),
- "Отац" (Кћерка),
- "Марија Стјуарт" (Слушкиња),
- "Дивљи мед" (Саша),
- "Породичне приче" (Надежда),
- "Егзибициониста" (Дороти),
- "Пут за нирвану" (Лу),
- "Смртоносна мотористика" (Марела),
- "Август у округу Осејџ" (Џона)

Позориште "Бошко Буха":
- "Ромео и Јулија (Јулија),

Звездара театар:
- "Радован трећи" (Георгина),
- "Наши синови" (Госпођица Н),
- "Анђела" (Анђела),
- "Љубавник великог стила" (Мери Смит)

Црногорско народно позориште у Подгорици:
- "Електра" (Електра),
- "Дон Жуан се враћа из рата" (Старија сестра),
- "Обломов" (Олга).

Позориште Пуж:
“Успавана Лепотица” (Вила Вилена)